# Village historique acadien de la Nouvelle-Écosse
Pour les articles homonymes, voir Village historique acadien.

Logo

Le Village historique acadien de la Nouvelle-Écosse est un village reconstitué situé sur un site de 17 arpents, à Pubnico-Ouest le Bas en Nouvelle-Écosse. Il a pour but de faire découvrir à ses visiteurs la culture, l'histoire ainsi que les traditions et coutumes des Acadiens de la région de Pubnico.
La communauté de Pubnico est reconnue comme étant la plus vieille région encore acadienne. C'est aussi la seule région acadienne où les résidents actuels sont les descendants des fondateurs.

## Description
Chaque année, du mois d'avril à la mi-octobre, le Village invite les visiteurs à faire un retour dans le passé, à l'époque 1920. On y raconte comment la culture acadienne a survécu la Déportation de 1755 et continue de prospérer à ce jour.
Parmi les monuments à voir, il y a la statue du baron Philippe Mius d'Entremont, fondateur de Pubnico (établie en 1653), et un vieux cimetière dont les pierres tombales datent du XIXe siècle.

## Historique
L’idée de la conception d’un village historique acadien dans le sud-ouest de la Nouvelle-Écosse fut énoncée par la Société historique acadienne de Pubnico-Ouest en 1989.
En avril 1997, les gouvernements fédéraux et provinciaux firent part d’une contribution financière sur une période de deux ans, pour permettre notamment le déménagement et la restauration d’édifices acadiens du XIXe siècle dans le village dont l’emplacement avait été décidé à Pubnico-Ouest.
Aidée par de nombreux bénévoles, la préparation du site débuta à l’été 1998. Des bienfaiteurs contribuèrent en finançant les vieux édifices et les artefacts. La construction du centre d’accueil et administratif a été complétée au printemps 1999.
L’été 1999, le Village accueilli ses premiers visiteurs. Près de 5 000 personnes de toute provenance ont visité le Village dépassant ainsi l’objectif initial de 4 000. 
Le village fait partie du Nova Scotia Museum.

## Prix et honneurs
En 2023, l'Université Sainte-Anne décerne le Prix d'excellence Louis E. Deveau au Village historique acadien de la Nouvelle-Écosse. Le Prix d'excellence Louis E. Deveau est remis à une entreprise ou une association de la Nouvelle-Écosse qui se démarque par le rôle exemplaire qu'elle joue dans la société néo-écossaise et notamment dans la communauté acadienne et francophone.